# Ligne d'Huopalahti à Vantaankoski
La ligne d'Huopalahti à Vantaankoski (finnois : Huopalahti–Vantaankoski-rata), est une ligne de chemin de fer du Réseau ferroviaire finlandais qui va de la Huopalahti à Vantaankoski.

## Histoire
La ligne de Vantaankoski est également connue sous le nom de ligne de Martinlaakso, car à l'origine elle ne s'étendait que jusqu'à Martinlaakso.
En 1991, la ligne a été prolongée jusqu'à Vantaankoski. 
La ligne a ensuite été prolongée, lorsque la ceinture  ferroviaire reliant Vantaankoski et Hiekkaharju a été achevée en 2015.
Dans les années 2012-2013, la ligne de Vantaankoski a subi une rénovation majeure et plusieurs ponts ont été réparés. 
De plus, entre 2010 et 2015, les stations de Myyrmäki, Louhela, Martinlaakso et Vantaankoski situées sur la ligne à Vantaa ont été rénovées avant l'achèvement de la Kehärata.

## Exploitation
Les trains circulant sur la ligne suivent le même itinéraire que la voie principale de Finlande d'Helsinki à Pasila et que la voie ferrée côtière d'Helsinki à Huopalahti. La voie a été construite principalement pour les besoins du transport ferroviaire de la banlieue d'Helsinki.
Située sur la ligne, la gare de Malminkartano était, avant l'achèvement de la  ceinture  ferroviaire, la seule gare ferroviaire de Finlande située dans un tunnel, à l'exception des stations du métro d'Helsinki.
La ligne est parcourue par les trains I et P.

## Galerie

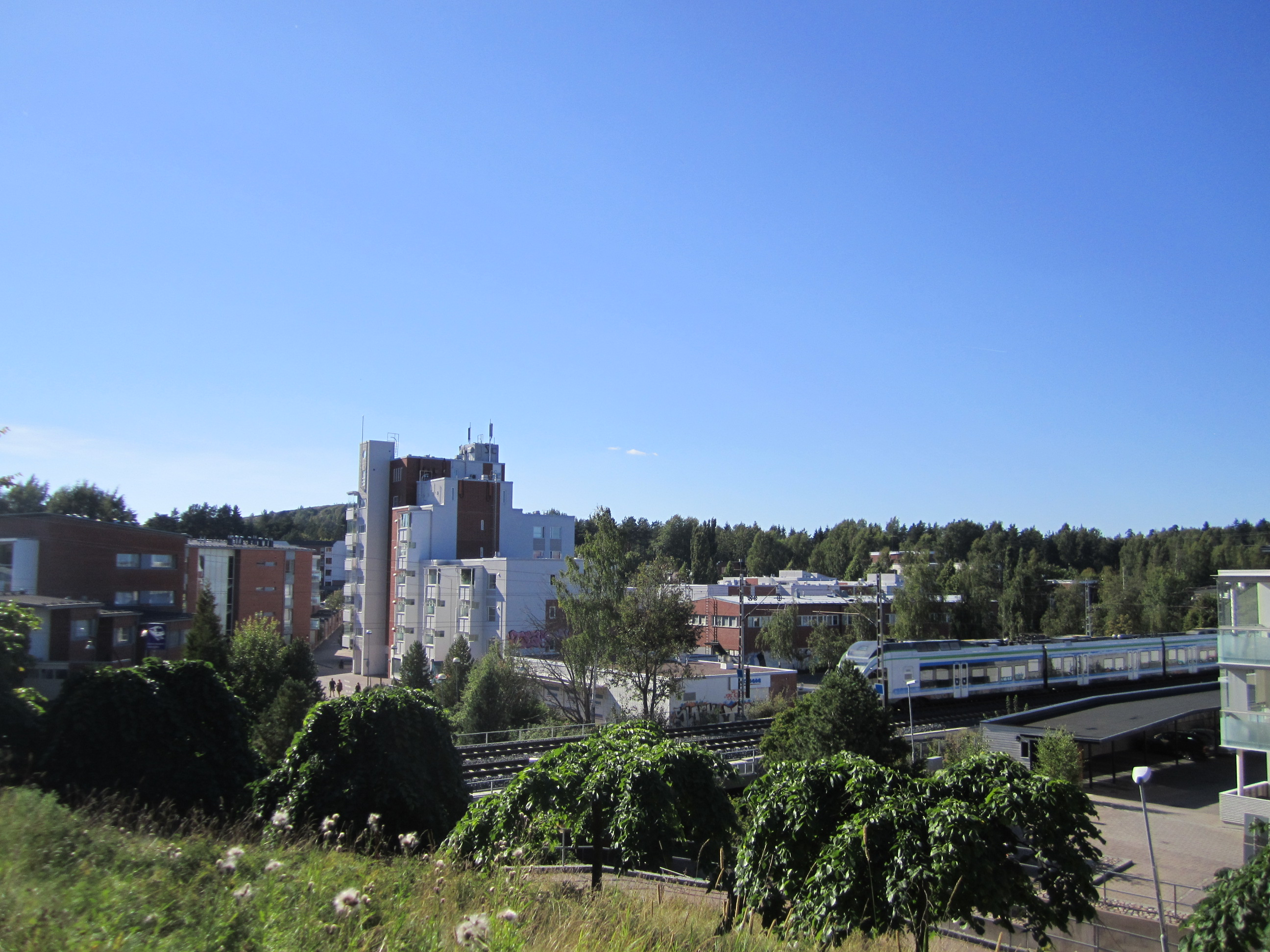
La ligne à Rukkilanpolku.
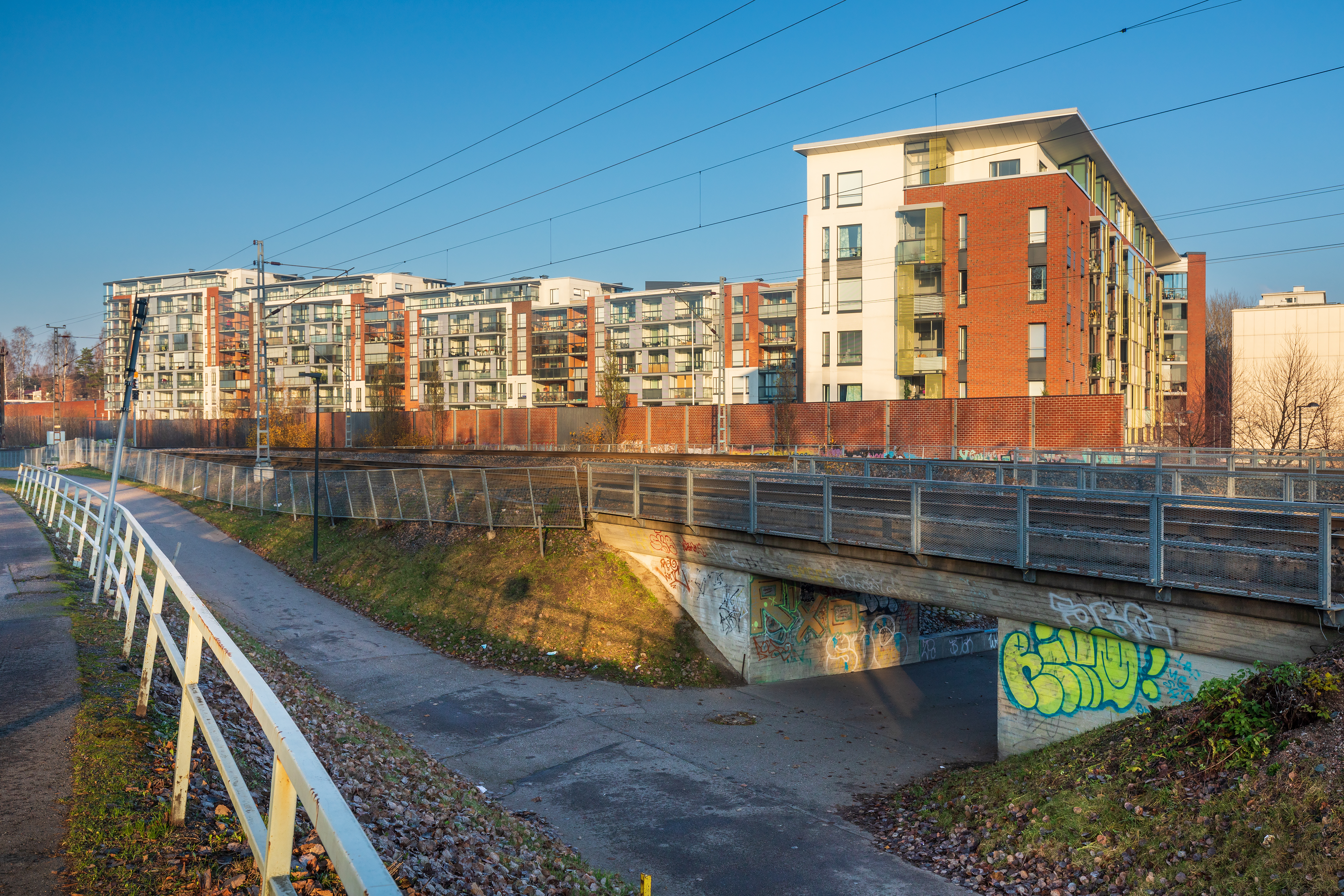
La ligne à Martinlaakso.
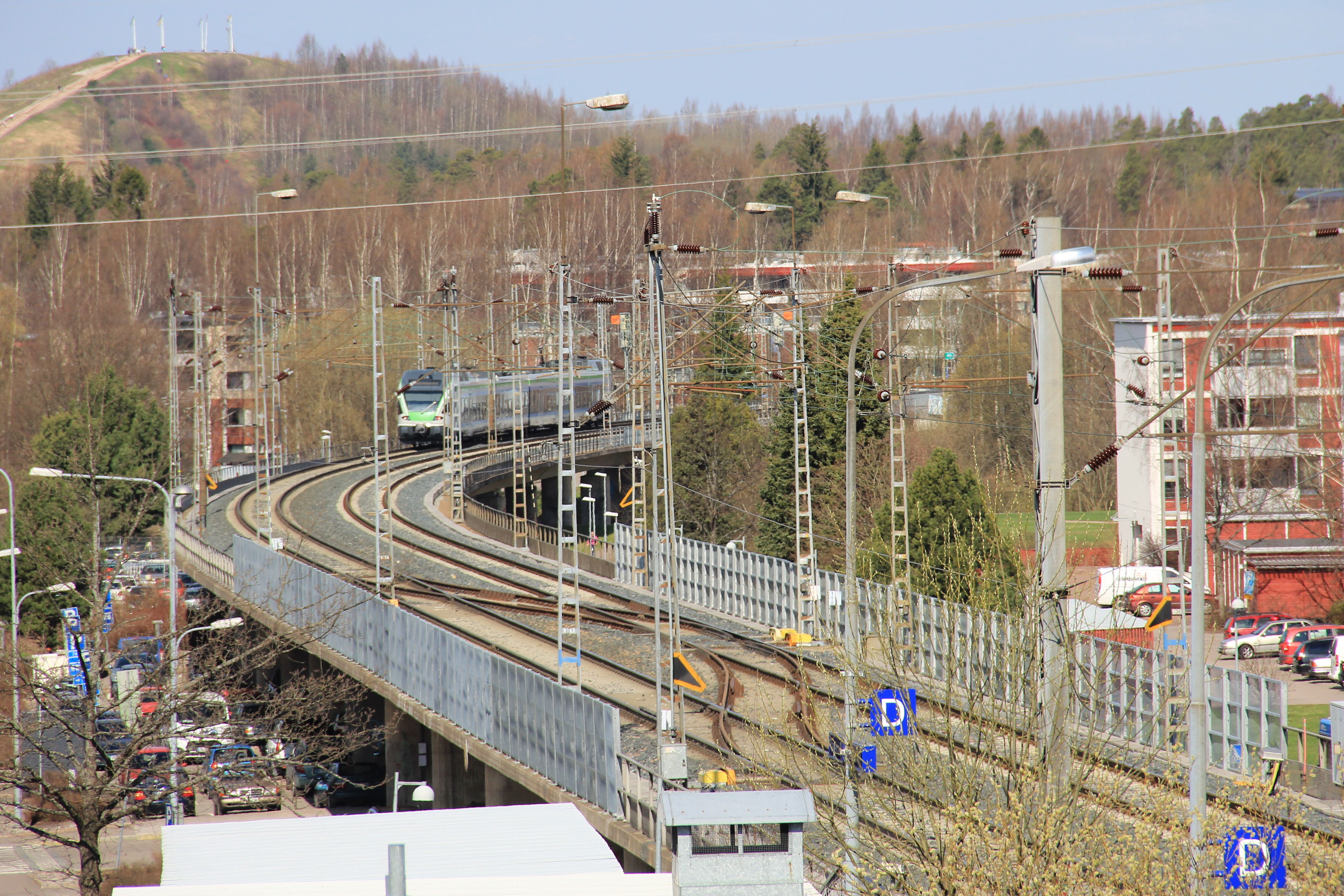
Le pont du Piijoki.
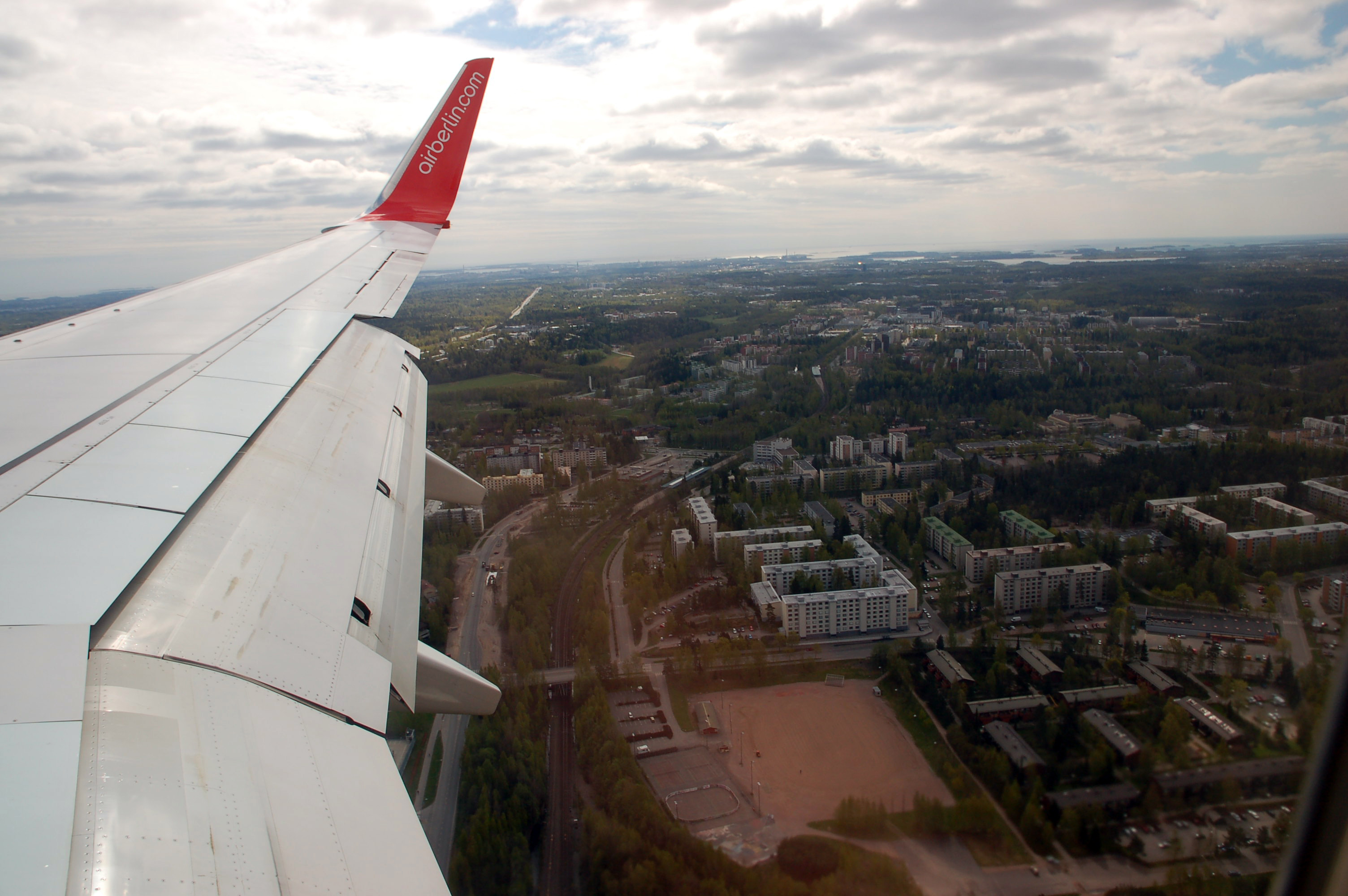
La ligne au centre de la photographie[5],